# 다지마 나오토
다지마 나오토(일본어: 田島 直人, 1912년 8월 15일 ~ 1990년 12월 4일)는 멀리뛰기와 세단뛰기를 전문적으로 활약한 일본의 육상 선수였다.
야마구치현 이와쿠니시에서 태어나 교토 대학을 졸업하였다.
1932년 로스앤젤레스 올림픽에서 멀리뛰기 6위를 하고, 4년 후 베를린 올림픽에서는 제시 오언스와 루츠 롱에게 밀려 3위를 하였다.
그러고나서 세단뛰기에서 16.00m의 세계 기록을 세워 금메달을 획득하였다. 이 기록은 1951년 아데마르 페헤이라 다 시우바가 1cm에 의하여 향상시킬 때까지 보유되었다.
그의 금메달은 2000년 시드니 올림픽에서 다카하시 나오코가 마라톤을 우승할 때까지 일본의 마지막 육상 금메달이었다.
78세의 나이로 도쿄에서 사망하였다.

## 같이 보기
- 올림피아 (영화)